# Arison Medical Tower
Arison Medical Tower (hebr. מגדל האשפוז ע"ש תד אריסון) – wieżowiec w Centrum Medycznym Tel Awiwu, w osiedlu Ha-Cafon ha-Chadasz w mieście Tel Awiw, w Izraelu.

## Historia
Wieżowiec został wybudowany w 2001 w ramach projektu rozbudowy kompleksu szpitalnego. Pierwotnie w tym miejscu znajdował się 4-piętrowy budynek Szpitalu Ichilov. Nowy wieżowiec nazwano na cześć Teda Arisona, jednego z największych finansowych sponsorów Centrum Medycznego Sourasky.
Położone na dachu budynku lądowisko dla helikopterów zostało po raz pierwszy wykorzystane 11 listopada 2003. Lądował tu wówczas helikopter Sił Powietrznych Izraela.

## Dane techniczne
Budynek ma 16 kondygnacji i wysokość 60 metrów. Jest to najwyższy budynek szpitalny w Izraelu.
Wieżowiec wybudowano w stylu postmodernistycznym. Wzniesiono go z betonu, stali i szkła. Elewacja jest w kolorach szarym i jasnozielonym.
Położone na dachu lądowisko dla helikopterów jest wykonane ze stali i ma średnicę 48 metrów. Jest wykorzystywane wyłącznie w nagłych sytuacjach.

## Wykorzystanie budynku
Dolne piętra budynku są wykorzystywane przez ratownictwo medyczne. Powyżej znajdują się oddziały lecznictwa rządowego. Osiem pięter budynku jest wykorzystywanych przez różnego rodzaju działy techniczne szpitala.
W budynku ma swoją siedzibę Biblioteka Lekarska Centrum Medycznego w Tel Awiwie (założona w 1957). W 2007 przeniosła się ona do nowoczesnych pomieszczeń w Arison Medical Tower.